# Zendikar
Zendikar – dodatek do kolekcjonerskiej gry karcianej – Magic: the Gathering.
Pokazy przedpremierowe miały miejsce 26-27 września, a ich uczestnicy otrzymywali po raz pierwszy dwie karty promocyjne: foliowana Rampaging Baloths z alternatywnym rysunkiem oraz karta Planu: Celestine Reef. Uczestnicy imprez premierowych otrzymywali specjalnie na tę okazję przygotowane, foliowane karty promocyjne Valakut, the Molten Pinnacle z alternatywnym rysunkiem.

## Fabuła dodatku
Zendikar jest Planem pełnym tajemnic i ukrytych skarbów, w którym powszechnie spotykane są lewitujące Hedrony (Pol. wielościany),  Zamieszkują go rozmaite stworzenia, przy czym dominujące są Elfy (zielony), Gobliny (czerwony), Vampiry (czarny) oraz Kor (biały).

## Tematyka
Dodatek ten skupia się na wypełnianiu określonych "zadań" podczas gry oraz spełnianiu ustalonych warunków. W tym celu wiele kart wymaga wystąpienia określonej sytuacji np. nałożonej określonej liczby znaczników (karty Quest), wystąpienia odpowiedniej sytuacji (karty z podtypem Trap). W dodatku tym spory nacisk położono na karty lądów, przez co jest ich więcej niż w innych dodatkach, natomiast karty typu "Basic Land" mają powiększony rysunek i nie posiadają pola tekstu.

## Zestawy Startowe
- Kor Armory  (Biała)
- Pumped Up (Niebiesko/Czerwona)
- The Adventurers (Czerwono/Zielona)
- Unstable Terrain  (Niebiesko/Zielona)
- Rise of the Vampires (Czarna)

## Mechaniki
Ally (pl. Sojusznik) – nowy typ stworów. Każdy ally posiada efekt (zwiększenie mocy, tworzenie tokenów, itd.), który włącza się, kiedy karta lub inny Ally wchodzi na pole bitwy.

Intimidate – nowe słowo kluczowe, która sprawia, że stwór nie może być blokowany z wyjątkiem artefaktycznych stworów (ang. artifact creatures) i stworów o tym samym kolorze.

Landfall – to nowe słowo kluczowe, które sprawia, że enchantment, artefakt, stwór, land otrzymuje nową umiejętność lub staje się silniejsze kiedy land wchodzi na pole bitwy pod kontrolą posiadacza karty z tą umiejętnością.

Quest – to enchantment posiadający dwie umiejętności. Pierwsza z nich odpowiada za znaczniki questu (quest counters), które mają zostać dodane po spełnieniu odpowiednich warunków. Kiedy odpowiednia liczba znaczników jest osiągnięta druga umiejętność może być użyta.

Trap – (pułapka) to nowy typ instantu, który może być zagrany za zmniejszony koszt, jeżeli w tej turze zostały spełnione odpowiednie warunki.
Kicker